# Stelling van Bombieri-Vinogradov
In de getaltheorie, een deelgebied van de wiskunde, is de stelling van Bombieri-Vinogradov (soms ook de stelling van Bombieri genoemd) een resultaat in de analytische getaltheorie. De stelling stamt uit het midden van de jaren 1960. Het eerste resultaat van deze soort werd in 1961 verkregen door Barban en de stelling van Bombieri-Vinogradov is een verfijning van het resultaat van Barban. De stelling van Bombieri-Vinogradov is vernoemd naar Enrico Bombieri en Askold Ivanovitsj Vinogradov, die in 1965 over een verwant onderwerp, de dichtheidshypothese, publiceerde.

## Voetnoten
1. ↑  (fr)  E. Bombieri, "Le Grand Crible dans la Theorie Analytique des nombres" (Seconde Edition). Astérisque 18, Parijs, 1987.
2. ↑  (en)  M.B. Barban,  "New applications of the 'large sieve' of Yu. V. Linnik", Akad. Nauk. UzSSR Trudy. Inst. Mat. no 22 (1961)
3. ↑  (ru)  Askold Ivanovitsj Vinogradov, The density hypothesis for Dirichlet L-series. Izv. Akad. Nauk SSSR Ser. Mat., 29 (1965), pag. 903-934; Corrigendum. ibid. 30 (1966), pag. 719-720.